# Prisjämförelsetjänst
Prisjämförelsetjänst är en typ av webbplats som gör det möjligt för en köpare att jämföra priser på en vara eller en tjänst hos olika leverantörer.
Det finns dock kritik mot vissa av dessa då de kan ge ett missvisande resultat. Antingen för att de utelämnar vissa butiker eller för att de endast tar med resultat från de som betalar. I ett test utfört år 2009 av tidningen PC för alla visas på vilka som ger ett bra resultat. År 2018 och 2019 utsågs PriceRunner av tidningen IDG till Sveriges bästa sök- och jämförelsetjänst.

## Prisjämförelsetjänser i Sverige
- Bredbandsval
- Compricer
- Hemsol
- Insplanet
- Lendo
- Pricerunner
- Prisjakt
- Zmarta